# Holde-Barbara Ulrich
Holde-Barbara Ulrich (* 1940 in Templin) ist eine deutsche Journalistin und Autorin.

## Leben
Holde-Barbara Ulrich wurde 1940 in Templin in der Uckermark geboren. 1944 wurde ihre Familie infolge von Luftangriffen in das nahe gelegene Dorf Flieth evakuiert, wo sie auch nach Kriegsende blieb. Dort konnte ihr Vater nach Rückkehr aus amerikanischer Kriegsgefangenschaft als Neulehrer arbeiten. Nach dem Abitur arbeitete Ulrich ein Jahr in der Landwirtschaft, um trotz ihrer in den Augen der DDR-Machthaber makelhaften bürgerlich-intellektuellen Herkunft eine Studienzulassung zu erhalten. Sie studierte dann Philosophie und Afrikanistik an der Ost-Berliner Humboldt-Universität. Ulrich über ihr Studium:

„Es waren fünf Jahre geistiger Enge. Gegenseitiges Misstrauen unter den Studenten, daraus erwachsene Denunziationen und ständige Rechtfertigungen waren an der Tagesordnung. Unerträglich, und nur dem Vater zuliebe durchgestanden.“

Nach Studienabschluss arbeitete sie bis zur Wende in der Auslandsabteilung der staatlichen Nachrichtenagentur ADN, allerdings ohne jemals selbst ins westliche Ausland reisen zu können. 1990 verlässt Ulrich den ADN, veröffentlicht ihren ersten Gedichtband und geht zur Frauenzeitschrift Für Dich, die sie jedoch nach kurzer Zeit verlässt. Seitdem arbeitet sie als freie Autorin, u. a. für Zeit, Spiegel, Elle, Focus und Brigitte.
Holde-Barbara Ulrich ist verheiratet und lebt teils in Berlin, teils in einem Dorf im Havelland.

## Preise und Auszeichnungen
- 1990 Emma-Journalistinnen-Preis.
- 1995 Egon-Erwin-Kisch-Preis für das Porträt Dann eben im sitzen! über einen Lehrer, der nach einem Unfall querschnittgelähmt ist, erschienen im Zeit Magazin.[3]
- 2002 Goldener Igel, Medienpreis des Reservistenverbandes für die Reportage Mit den Waffen einer Frau über holländische Berufssoldatinnen in Kosovo, erschienen im Focus.[4]

## Werke
- Margrets Mann – Roman. Orlanda Verlag, Berlin 2005, ISBN 3-936937-22-2.
- Schattenmütter – Adoption – von Müttern und ihren Kindern. Dietz-Verlag, Berlin 2004, ISBN 3-320-02049-8.
- Zuhause ist kein Ort – Roman. Ullstein, München 2000, ISBN 3-548-24825-X. (Über ihre eigene, afro-deutsche Tochter Chioma.)
- Die Nackten und die Besessenen – Künstlerporträts. Dietz-Verlag, Berlin 1999, ISBN 3-320-01965-1. (Porträts u. a. von Hannelore Elsner, Ulrich Mühe, Hannelore Hoger, und Bernd Eichinger.)
- Lieber Kakerlake sein – Geschichten vom Rande des Abgrunds. Quell-Verlag, Stuttgart 1997, ISBN 3-7918-3403-7.
- Frauenbilder – Leben vor '89, mit Fotografien von Katja Worch.  Dietz-Verlag, Berlin 1995, ISBN 3-320-01884-1.
- Vergeudete Lüste – Gedichte. Dietz-Verlag, Berlin 1994, ISBN 3-320-01851-5.
- Messer im Traum – Transsexuelle in Deutschland. Konkursbuch-Verlag, Tübingen 1994, ISBN 3-88769-076-1.
- Feuer im Kopf – von Liebe, Lüsten und Tod. Dietz-Verlag, Berlin 1993, ISBN 3-320-01809-4. (Porträts und Reportagen u. a. über die Familie Gysi, Heiner Müller, Markus Wolf, und Manfred von Ardenne. Enthält auch ein Selbstporträt der Autorin.)
- Schmerzgrenze – 11 Porträts im Gespräch, u. a. von Bärbel Bohley. Dietz-Verlag, Berlin 1991, ISBN 3-320-01745-4.